# Грязные танцы (серия фильмов)

Логотип серии «Грязные танцы»

Грязные танцы (англ. Dirty Dancing) — серия американских танцевально-романтических фильмов для кинотеатрального проката и телевизионного и сериала. На данный момент серия включает три полнометражных фильма: Грязные танцы (1987) режиссёра Эмиль Ардолино, Грязные танцы 2: Гаванские ночи (2004) режиссёра Гая Ферленда и Грязные танцы (2017) режиссёра Уэйна Блэра, который является ремейком к первому фильму. Первые две части вышли в кинотеатры, а ремейк на телевидение. Также с 1988 по 1989 года выходил сериал Грязные танцы: Один лишь взгляд. Серия повествует о знакомстве двух молодых людей из разных социальных слоёв. В конце каждого фильма пара танцует на сцене перед большим количеством зрителей, а родители одобряют их отношения.
Саундтрек к первым Грязным танцам стал платиновым диском, а композиция «(I've Had) The Time of My Life» получила премии «Оскар» и «Золотой глобус» в номинации «Лучшая песня», а также премию «Грэмми» за лучший дуэт.
Если оригинальные Грязные танцы стали хитом в прокате и получили очень положительные отзывы от критиков и зрителей, то с каждым последующим проектом сборы и оценки становились всё ниже и ниже.
В 2020 году стало известно, что в 2025 у выйдет прямое продолжение первой ленты с Дженнифер Грей в главной роли.

## Фильмы
| Фильм                            | Дата выхода      | Режиссёр(ы)    | Сценарист(ы)                 | История от                  | Продюсер(ы)              |
| -------------------------------- | ---------------- | -------------- | ---------------------------- | --------------------------- | ------------------------ |
| Грязные танцы                    | Август 21, 1987  | Эмиль Ардолино | Элерной Бергштейн            | Элерной Бергштейн           | Линда Готтлиб            |
| Грязные танцы 2: Гаванские ночи  | Февраль 27, 2004 | Гай Ферленд    | Виктория Арч, Боаз Якин      | Питер Сигал, Кэйт Ганзингер | Сара Грин, Лоренс Бендер |
| Грязные танцы                    | Май 24, 2017     | Уэйн Блэр      | Джессика Шарзер, Уэйн Блэр   | Джессика Шарзер             | Эллисон Шермур           |
| Безымянный сиквел Грязных танцев | 2025             | Джонатан Левин | Микки Доутри, Тобиас Иаконис |                             |                          |

### Грязные танцы (1987)
Летом 1963 года семнадцатилетняя Фрэнсис Хаусман по прозвищу Бэби, невинная избалованная девушка из обеспеченной семьи, проводит каникулы с родителями в курортном отеле. Она знакомится с Джонни, красивым профессиональным танцором, искушённым в вопросах жизни и любви. Словно околдованная сексуальными ритмами и ничем не сдерживаемыми движениями «грязных танцев» в стиле ритм-энд-блюз, Бэби становится ученицей — партнёршей Джонни — и в танцах и в любви… Когда партнёрша Джонни, Пэнни, вынуждена сделать аборт и не может выступать на одном из вечеров, Джонни встаёт перед выбором: потерять работу или же выучить за минимальное время новую партнёршу. На помощь приходит Бэби, которая самоотверженно предлагает себя в качестве его партнёрши. Спустя несколько дней упорных репетиций Джонни и Бэби выступают в соседнем отеле. Бэби приходится скрывать свою привязанность к представителю низшего класса перед интеллигентными родителями, людьми, дорожащими своей репутацией и желающими своей дочери Френсис достойную пару под стать. Но она ничего не может поделать со своими чувствами и тайно встречается с харизматичным танцором. Однако обстоятельства складываются так, что ей приходится рассказать родителям, а заодно и владельцу пансионата, об отношениях с Джонни, и его увольняют. Но он возвращается в заключительный вечер и прерывает скучную и унылую программу для того чтобы танцевать последний танец с Бэби. В итоге отец признаёт, что он был неправ относительно Джонни, и перестаёт сердиться на дочь. Скучный вечер превращается в праздник, где гости и персонал танцуют вместе под песню «(I've Had) The Time of My Life».

### Грязные танцы 2: Гаванские ночи (2004)
Предреволюционная Куба. 16-летняя Кэти Миллер приехала в Гавану с семьёй родителей из Чикаго. Кэти хочет поступить в престижный колледж, но случайно в отеле она знакомится с официантом Хавьером, который оказывается танцором латинских клубных танцев. Из-за того, что Хавьер провожает её до отеля из клуба, его увольняют с работы, и Кэти решает ему помочь, предложив участие в конкурсе танцев с денежным призом, и они начинают подготовку, а тем временем в стране назревала революция.
Этот фильм был первым голливудским фильмом британской актрисы Ромолы Гарай, и она неоднократно называла съёмки фильма крайне негативным опытом, который заставил её переоценить работу в Голливуде. В интервью The Telegraph в 2004 году она объяснила, что создатели фильма «были одержимы тем, чтобы кто-то был худым. Я просто подумал, почему они не взяли кого-то вроде Кейт Босуорт, если они этого хотели?»

### Грязные танцы (2017)
Вступительная сцена происходит в Нью-Йорке в 1975 году, когда взрослая Фрэнсис (Эбигейл Бреслин) рассказывает, как она никогда не забывала о своих отношениях с Джонни (Кольт Праттс). В конце лета 1963 года богатая студентка Фрэнсис посещает курорт Келлермана со своей семьёй и влюбляется в преподавателя танцев из рабочего класса Джонни Касла. Фильм во многом повторяет сюжет оригинального фильма; хотя есть заметные изменения:
- Бэби планирует изучать медицину, а не экономику.
- Роль Марджори Хаусман значительно расширена. Чувствуя отчуждение из-за отсутствия внимания и привязанности Джейка, несмотря на её активные попытки привлечь его, Марджори связывается с адвокатом по разводам и предлагает ей и Джейку жить отдельно. Поскольку Келлерман — это место, где Марджори и Джейк встретились и полюбили друг друга, Джейк заводит роман с Марджори, и они занимаются любовью, примиряясь.
- Также расширена роль Вивиан Прессман; теперь разведённая, которая посещает Келлермана одна, она рассказывает Марджори о своём сильном одиночестве по ночам. Когда Джонни обвиняют в краже, украденное имущество больше не является кошельком бывшего мужа Вивиан, а вместо этого его часами, которые Джонни ранее отверг в качестве подарка и которые Вивиан, по-видимому, подбросила среди его вещей.
- Лиза отвергает Робби намного раньше в фильме. Она дружит с новым персонажем, Марко, афроамериканским пианистом курорта. Несмотря на возражения своего босса Тито, Марко учит Лизу играть на укулеле и выступает с ней на шоу талантов. Тито и Макс признают, что мир меняется к лучшему.

Добавлен исторический кадр: В 1975 году Фрэнсис посещает «Грязные танцы», бродвейское шоу, поставленное Джонни и вдохновлённое книгой, написанной Фрэнсис. Вера Фрэнсис в Джонни придала ему уверенности в продолжении карьеры. Фрэнсис замужем и имеет дочь. Фрэнсис берёт еженедельные уроки танцев; она и Джонни поощряют друг друга продолжать танцевать.

### Будущее

#### Безымянный сиквел Грязных танцев (2025)
Кинокомпания Lionsgate сообщила дату выхода безымянного сиквела «Грязных танцев». Фильм выйдет 9 февраля 2024 года. Однако июле 2023 года студия перенесла фильм на лето 2025 года, завязи забастовок сценаристов и актёров.
Главную роль вновь исполнит Дженнифер Грей, сыгравшая Фрэнсис «Бэби» Хаусмен в оригинальной ленте 1987 года. В описании сюжета указано, что зрителей «вернут на курорт Келлермана, чтобы рассказать о лете, молодых романах и танцах».

### Сериал
Бейби Келерман (Мелора Хардин) отправляется на курорт своего отца, с которым не виделась долгое время — её родители в разводе, и девушка живёт с матерью. Отец назначает её ответственной за развлекательную программу. Так девушка знакомится с Джонни (Патрик Кэссиди) — танцором, работающим здесь преподавателем. И она будет бороться за любовь Джонни, преодолевать жизненные препятствия и учиться танцевать до тех пор, пока её отец не поймёт, что его «девочка уже выросла».
Эпизоды сериала:
| Эпизод | Название                   | Дата выхода в эфир | Режиссёр     | Сценаристы                     |
| ------ | -------------------------- | ------------------ | ------------ | ------------------------------ |
|        |                            |                    |              |                                |
| 1x01   | Baby, It’s You             | 29 октября 1988    | Тони Билл    | Роберт Робинович и Барра Грант |
|        |                            |                    |              |                                |
| 1x02   | Heat Wave                  | 5 ноября 1988      | Майкл Фрэско | Сьюзан Миллер                  |
|        |                            |                    |              |                                |
| 1x03   | Save The Last Dance For Me | 12 ноября 1988     | Ян Элиасберг | Ян Ворсингтон                  |
|        |                            |                    |              |                                |
| 1x04   | Walk Like A Man            | 19 ноября 1988     | Кении Ортега | Л. Вирджиния Браун             |
|        |                            |                    |              |                                |
| 1x05   | Breaking Up Is Hard To Do  | 3 декабря 1988     | Оз Скотт     | Сьюзан Дворкин                 |
|        |                            |                    |              |                                |
| 1x06   | Poetry In Motion           | 10 декабря 1988    | Эд Каплан    | Барра Грант                    |
|        |                            |                    |              |                                |
| 1x07   | Book Of Love               | 17 декабря 1988    | Кенни Ортега | Орри Микс                      |
|        |                            |                    |              |                                |
| 1x08   | Turn Me Loose              | 31 декабря 1988    | Майкл Питерс | Ян Ворсингтон и Эван Гаррисон  |
|        |                            |                    |              |                                |
| 1x09   | Our Day Will Come          | 7 января 1989      | Стив Тиш     | Каролин Шэлби и Кристофер Эймс |
|        |                            |                    |              |                                |
| 1x10   | Hit The Road               | 14 января 1989     | Барра Грант  | Барра Грант                    |
|        |                            |                    |              |                                |
| 1x11   | Don’t Make Me Over         | 21 января 1989     | Стив Тиш     | Каролин Шэлби и Кристофер Эймс |

## В ролях

### Грязные танцы (1987)
| Актёр                | Роль                   |
| -------------------- | ---------------------- |
| Патрик Суэйзи        | Джонни Кастл           |
| Дженнифер Грей       | Фрэнсис «Бэби» Хаусман |
| Джерри Орбах         | Джейк Хаусман          |
| Келли Бишоп          | Марджори Хаусман       |
| Джейн Брукер (англ.) | Лиза Хаусман           |
| Джек Уэстон (англ.)  | Макс Келлерман         |
| Лонни Прайс (англ.)  | Нил Келлерман          |
| Синтия Родес         | Пенни Джонсон          |

### Грязные танцы: Один лишь взгляд (1988—1989)
- Мелора Хардин — Бейби Келерман
- Патрик Кэссиди — Джонни Кастл
- Констанс Мари — Пенни Ривера
- Чарльз Стреттон — Нил Мамфрод
- Менди Ингбер — Робин Келерман
- МаКлин Стивенсон — Макс Келерман
- Пол Фиг — Норман Брайант
- Джон Уэсли — Свитс Уокер
- Адам С. Бристоль — Уоллес Кан

### Грязные танцы 2: Гаванские ночи (2004)
| Актёр                           | Роль           | На русский язык роли дублировали |
| ------------------------------- | -------------- | -------------------------------- |
| Ромола Гарай                    | Кэти Миллер    | Елена Соловьёва                  |
| Диего Луна                      | Хавьер Суарес  | Андрей Бархударов                |
| Сила Уорд                       | Джинни Миллер  | Ольга Гаспарова                  |
| Джон Слэттери                   | Берт Миллер    | Владимир Антоник                 |
| Мика Бурем                      | Сьюзи Миллер   | Жанна Никонова                   |
| Джонатан Джексон                | Джеймс Фэлпс   | Михаил Тихонов                   |
| Патрик Суэйзи                   | учитель танцев | Александр Клюквин                |
| Рене Лаван (англ.)              | Карлос Суарес  | Александр Груздев                |
| Миа Харрисон                    | Лола Мартинес  |                                  |
| Анхелика Арагон                 | Альма Суарес   |                                  |
| Марисоль Падилья Санчес (англ.) | Йоланда        |                                  |

### Грязные танцы (2017)
- Эбигейл Бреслин в роли Фрэнсис «Бэби» Хаусман
- Кольт Праттс в роли Джонни Кастла
- Сара Хайланд в роли Лизы Хаусман
- Николь Шерзингер в роли Пенни
- Тони Робертс в роли Макса Келлермана
- Дж. Куинтон Джонсон в роли Марко
- Шейн Харпер в роли Робби Гулда
- Тревор Эйнхорн в роли Нила Келлермана
- Бо Каспер Смарт в роли Билли Костецкого
- Кэти Сагал в роли Вивиан Прессман
- Билли Ди Уильямс в роли Тито Суареса
- Брюс Гринвуд в роли доктора Джейка Хаусмана
- Дебра Мессинг в роли Марджори Хаусман

## Приём

### Кассовые сборы
| Фильм                           | Дата выхода                      | Кассовые сборы | Кассовые сборы | Кассовые сборы | Источник |
| Фильм                           | Дата выхода                      | США            | Другие страны  | Весь мир       | Источник |
| ------------------------------- | -------------------------------- | -------------- | -------------- | -------------- | -------- |
| Грязные танцы                   | Август 21, 1987                  | $63,892,689    | $150,001,106   | $213,893,795   | [ 9 ]    |
| Грязные танцы: Один лишь взгляд | 29 октября 1988 — 21 января 1989 |                |                |                |          |
| Грязные танцы 2: Гаванские ночи | Февраль 27, 2004                 | $14,140,215    | $13,859,785    | $28,000,000    | [ 10 ]   |
| Грязные танцы                   | Май 24, 2017                     |                |                |                |          |
| Итог                            | Итог                             | $78,032,904    | $163,860,891   | $241,893,795   |          |

- По состоянию на 2022 год, оригинальный фильм заработал 214 миллионов долларов по всему миру, при бюджете в 6 миллионов, став первым фильмом для домашнего просмотра, копии которого купили в количестве около полумиллиона.
- Грязные танцы 2: Гаванские ночи, в отличие от прошлого фильма, провалились в мировом прокате, собрав при 25 миллионом бюджете всего 28 миллионов долларов, тем самым не окупив на него затраты.
- Грязные танцы 2017 года имели бюджет в 6 миллионов долларов, а сборы с DVD и Blu-Ray на данный момент неизвестны[11].

### Критический приём
| Фильм                           | Rotten Tomatoes     | Metacritic         | CinemaScore |
| Фильм                           | Tomatometer         | Metascore          | CinemaScore |
| ------------------------------- | ------------------- | ------------------ | ----------- |
| Грязные танцы                   | 69 % (72 рецензии)  | 65 % (20 рецензий) | A-          |
| Грязные танцы: Один лишь взгляд |                     |                    |             |
| Грязные танцы 2: Гаванские ночи | 23 % (108 рецензий) | 39 % (32 рецензии) | B+          |
| Грязные танцы                   | 19 % (21 рецензия)  | 39 % (16 рецензий) | С           |

Агрегатор обзоров Rotten Tomatoes даёт фильму Грязные танцы (1987) рейтинг 69 % на основе отзывов 70 критиков и средний рейтинг 6,20/10. Критический консенсус сайта гласит: «Как и его обаятельные персонажи, „Грязные танцы“ используют впечатляющую хореографию и силу песни для преодоления ряда огромных препятствий». Metacritic, ещё один агрегатор обзоров, присвоил фильму средневзвешенную оценку 65 из 100 на основе 20 критиков, что указывает на «в целом положительные отзывы». Зрители, опрошенные CinemaScore, поставили фильму среднюю оценку «A-» по шкале от A + до F.
Грязные танцы 2: Гаванские ночи получили в основном негативные отзывы от критиков и положительные от зрителей. Агрегатор обзоров Rotten Tomatoes даёт фильму рейтинг 23 % на основе 108 отзывов критиков со средней оценкой 4,2/10. На веб-сайте представлен краткий критический консенсус: «Дрянный, ненужный ремейк». На Metacritic фильм получил средневзвешенную оценку 39 из 100, основанную на 32 критиках, что указывает на «в целом неблагоприятные отзывы».
Грязные танцы (2017 года) получили крайне отрицательные отзывы большинства критиков и зрителей. На Rotten Tomatoes фильм имеет рейтинг одобрения 19 % на основе 21 рецензии со средней оценкой 3,9/10. Критический консенсус гласит: «Умный кастинг не может спасти „Грязные танцы“, пустой ремейк, который спотыкается о свои благие намерения». На Metacritic фильм получил 39 баллов из 100 на основе 16 критиков, что указывает на «в целом неблагоприятные отзывы».

## Другие СМИ

### Грязные танцы 3: Ночи капойэры (2010)
В 2010 году на YouTube появился двух-минутный ролик под названием Грязные танцы 3: Ночи капоэйры. Первая половина сюжета полностью повторяет первый фильм, но в конце вместо танцев пара начала изображать «капоэйру». Это боевое искусство, которое сочетает элементы танца, игры, акробатики, единоборства и имеет древнюю загадочную историю, немного печальную, как звуки беримбао, бразильского народного музыкального инструмента сопровождающих замысловатое действо. Короткометражка не является официальной, несмотря на то, что она есть на iMDb и Кинопоиске. Пародия получила смешанные отзывы от зрителей.